# Paseo de los Arquillos
El paseo de los Arquillos es una vía pública de la ciudad española de Vitoria.

## Descripción
La vía, que adquirió en 1794 el título de «calle de los Arquillos» pero que se conoce sin embargo como «paseo de los Arquillos», engloba el tramo peatonal que queda en la solución arquitectónica de igual nombre ideada por el vitoriano Justo Antonio de Olaguíbel. Aparece descrita en la Guía de Vitoria (1901) de José Colá y Goiti con las siguientes palabras:

Calle de los Arquillos.—Nombre primitivo. Se le dió este título en 1794. Principia en el pórtico de San Miguel y concluye en la termianción de la cuesta de San Francisco.

A esta vía pública más que con el nombre de calle se la conoce vulgarmente con el nombre de Paseo de los Arquillos, estando formados por una magnífica y cómoda galería flanqueada por uno de sus lados por hermosos arcos de medio punto, apoyados en pilastras aisladas. El pavimento del paseo está sobre viviendas particulares, teniendo también éstas viviendas á uno de los lados y encima del paseo. Toda la construcción forma un verdadero monumento de gusto romano, en que no se sabe qué admirar más si el conocimiento del terreno sobre que se levanta, la solidez de la fábrica ó el atrevimiento y buen gusto del constructor, el insigne arquitecto vitoriano don Justo Antonio de Olaguíbel, que floreció á últimos del siglo XVIII y principios del XIX. Este monumento es único en su clase en España, y es admirado de propios y extraños.

Al extremo occidental de esta construcción de los Arquillos se levanta la iglesia de San Miguel Arcángel, del siglo XIV, teniendo en la parte exterior del machón central del pórtico la imagen de la Virgen Blanca, patrona de Vitoria, y en el ábside, también en la parte exterior, el nicho donde se guardaba el famoso Machete Vitoriano, sobre el que juraba el Síndico del Ayuntamiento guardar y defender los derechos de la Ciudad. En el interior del templo hay de notable el retablo mayor, de estilo grecorromano, de Gregorio Hernández; el altar de San José del Santero de Payueta, el de la Virgen Blanca de Inocencio Valdivielso y en la sacristía otra imagen de San José, del mismo Santero de Payueta. En el mes de diciembre se expone al público, durante la novena de la Purísima Concepción, un notable monumento pintado por el célebre pintor escenógrafo señor Busatto.
(Colá y Goiti, 1901, pp. 25-27)

En el paseo, además de la sociedad recreativa de nombre Aldapa, tuvieron sede también la imprenta de Duhart Fauvert y la de los Hijos de Iturbe. Bruno Villarreal, oficial del ejército carlista durante la Primera Guerra Carlista, falleció en el paseo.